# HMS Perseus (R51)
«Персеус» (англ. HMS Perseus (R51)) — британський легкий авіаносець часів Другої світової війни типу «Колоссус». Шостий корабель з такою назвою у складі ВМС Великої Британії.

## Історія створення
Авіаносець «Персеус» закладений 1 червня 1943 року на верфі Vickers-Armstrongs під назвою «HMS Edgar», але у липні 1944 року перейменований на «HMS Perseus». Спущений на воду 26 березня 1944 року, вступив у стрій 19 жовтня 1945 року як допоміжний авіаносець.

## Історія служби
Авіаносець «Персеус» здійснив похід в Австралію, після чого виведений в резерв.
У 1950—1951 роках авіаносець пройшов модернізацію. У 1951—1952 роках на ньому проводились експерименти з першою британською паровою катапультою BXS-I.
У червні 1953 року корабель перекласифіковали на авіатранспорт.
У 1958 авіаносець проданий на злам.